# Kroktjärnen (Dorotea socken, Lappland, 713545-151624)
Kroktjärnen är en sjö i Dorotea kommun i Lappland och ingår i Ångermanälvens huvudavrinningsområde.